# Svédország kultúrája
A svéd kultúra a skandináv kultúra része, fő jellemzői ezzel a régióval mutatnak hasonlóságot.

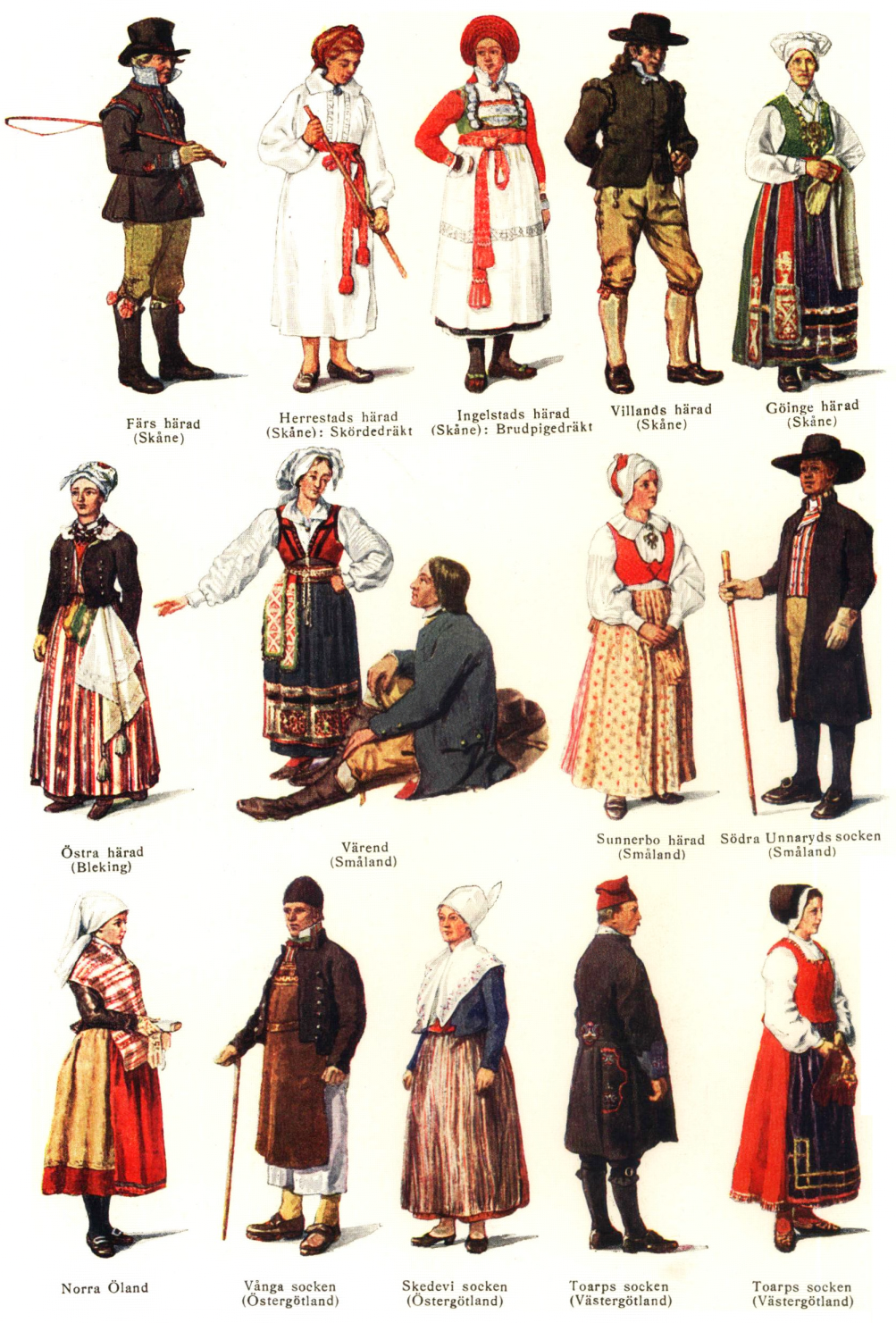
Svéd népviseletek

## Oktatási rendszer
„A svéd oktatási rendszer az iskolára előkészítéstől az egyetemi oktatásig világosan körülhatárolt szisztémaként működik, alapvetően a kötelező és a nem kötelező iskolázás intézményei alkotják azt.

Az oktatási intézményeket nagyrészt az állam tartja fenn a magyar viszonyokhoz képest bőkezűen, de működnek magánkézben levő iskolák is. Az nemzeti oktatási célokat, az oktatás irányelveit és a tananyagot a parlament és a kormány határozta meg. A Nemzeti Oktatási Iroda háromévenként felülvizsgálja az iskolarendszer működését, és a tapasztalatairól beszámol a parlamentnek, valamint a kormánynak.

Az iskolázás minden szintje - az egyetemi oktatást is beleértve – a résztvevők számára ingyenes. Nem kell fizetni a taneszközökért, az iskolai étkezésért, az utazásért és az orvosi ellátásért sem.

Az általunk óvodának nevezett intézményt nem találjuk a rendszerben, viszont ha a szülőknek igényük mutatkozik gyermekük napközbeni felügyeletére, egy és tizenkét éves koruk között a svéd gyerekekre ún. családi „óvodákban” vigyáznak (többnyire ötéves korig veszik ezt igénybe).
Az iskolára előkészítés nem kötelező, de a beiskolázás előtt egy évvel, azaz a hatévesek számára erősen ajánlott.

Az iskolázás gerincét a kilenc évfolyamos compulsory school, kötelező iskola képezi, ahova 7-től 16 éves korukig járnak a gyerekek.

Speciális iskolájuk van a vak és a hallássérült tanulóknak, ahol a normál kötelező iskoláéval egyenrangú tudást biztosítanak számukra, egy évvel meghosszabbítható tanulmányi idő (tíz év) alatt.19 éves korukig élvezhetik a kötelező iskolázás rendszerét a tanulási nehézségekkel küzdő fiatalok (számukra comprehensive iskola, vagy komolyabb nehézségek esetén "training school" áll rendelkezésre).

16 éves kor után választható a nem kötelező, hároméves időtartamú upper secondary school, felső középiskola, amely alapvetően kétféle lehet:
- a magasabb (egyetemi) tanulmányokra természet- és társadalomtudományi irányban felkészítő,
- vagy szakképzés jellegű,
de találkozni a kettő kombinációjával is.
A tanítás anyaga a felső középiskolákban a nemzeti programból, az adott intézmény saját, választott programjából és egyénre szabott programokból áll.
Tizenhét nemzeti program létezik a felső középiskolák számára. Ezek mindegyike magában foglalja a nyolc fő tantárgyat (angol, svéd, matematika, művészeti tevékenység, testnevelés és egészség, természettudomány, társadalomtudomány, vallás), az adott program speciális tantárgyait, választható kurzusokat és projekt munkát.
Külön intézmények találhatóak ezen a szinten azon 16 éven felüliek részére, akik tanulási nehézségekkel küszködnek. Az ő számukra négy évig tart a felső középiskolai képzés, amely a normál középiskoláénál kevesebb elméleti elemet tartalmaz, inkább szakmaorientált jellegű.

A felső középiskola elvégzése után a tanulmányok folytathatóak egyetemen vagy főiskolán. Megjegyzendő, hogy felsőfokú tanulmányok esetében a második vagy többedik diploma megszerzéséért sem kell a hallgatónak fizetni.

Az iskolarendszer részét képezik a felnőttoktatás színterei, mint például a folkuniversitet-ek (népfőiskolák), amelyek középszintű képzéseket nyújtanak, vagy az új bevándorlók számára folyamatosan induló svéd nyelvi kurzusok, vagy tanulási nehézségekkel küzdő fiatalok és felnőttek számára működtetett speciális intézmények, vagy a középiskola utáni egyéves tréning programok.”

## Kulturális intézmények

### Kulturális világörökség

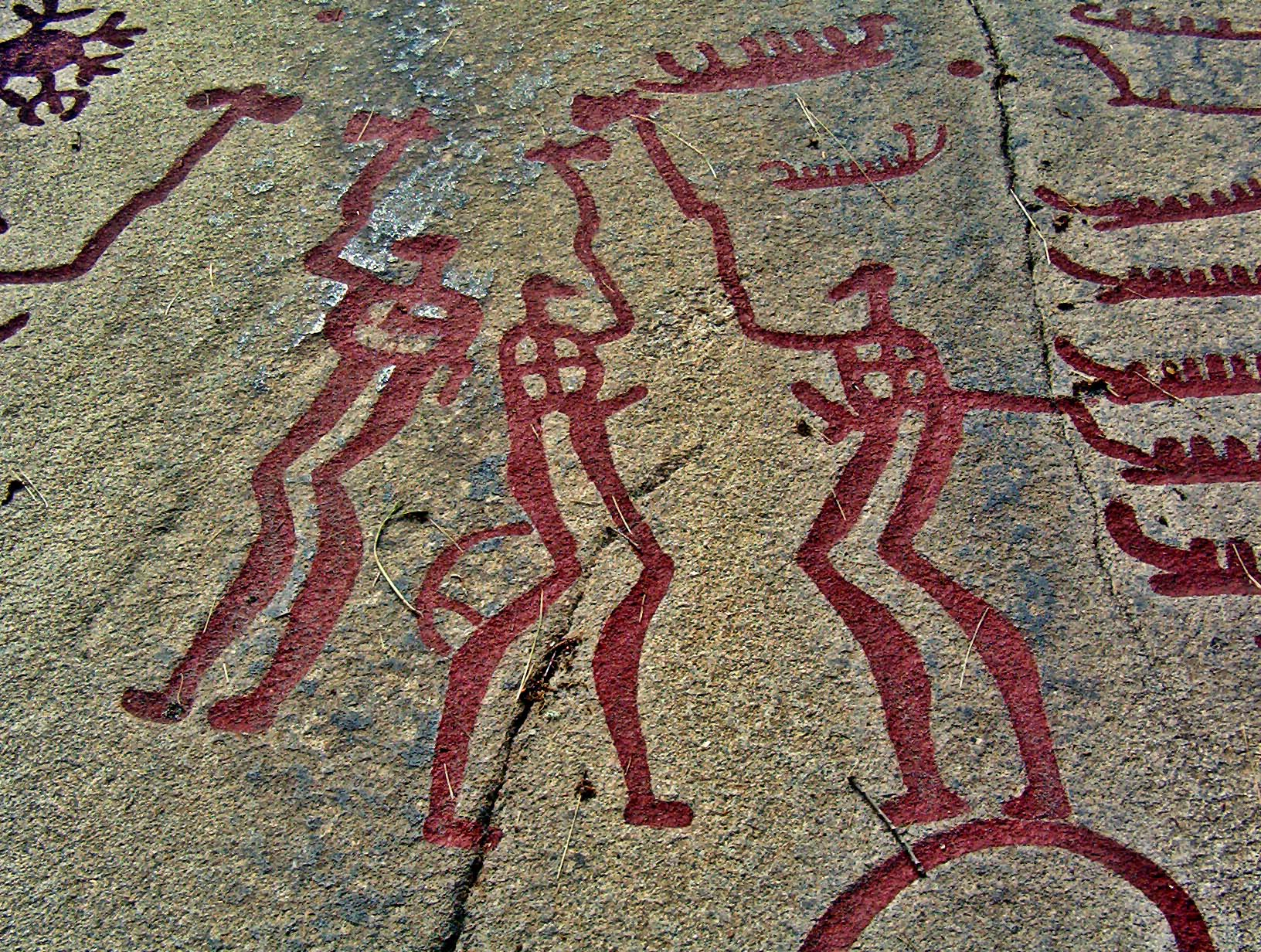
Tanum ősi sziklarajzai

Az UNESCO szerint Svédországban a következő, a világ kulturális örökségéhez tartozó helyszínek találhatók:
- A drottningholmi királyi palota;
- Birka és Hovgården viking települések;
- Az engelsbergi vasmű;
- Tanum sziklarajzai;
- Skogskyrkogården temető;
- Visby Hanza város;
- Lappföld;
- Gammelstad templomközössége, Luleå;
- Karlskrona hadikikötője;
- Dél-Öland mezőgazdasági körzete;
- Falun és Kopparbergslag;
- Varberg Rádióállomás;
- Struve földmérő vonal közös világörökség Fehéroroszországgal, Észtországgal, Finnországgal, Lettországgal, Litvániával, Norvégiával, Moldovával, Oroszországgal, Ukrajnával. Svédországban Kiruna, Pajala, Övertorneå, Haparanda településeken vannak emlékei.

## Művészetek

### Építészet
A román korszak legrégibb emlékei, amelyekhez a még fennmaradt falusi templomok egy része tartozik, komor külsejűek, esetlenek; ilyenek a sigtunai városi templomok, a székesegyházak központi részei Strengnäsban, Westerasban stb. Szebben jelenik meg e stílus a lundi székesegyházban, a linköpingi dóm régibb részeiben és a ciszterciták templomában Warnhemban. Leggazdagabban fejlődött ez az irány Gotland szigetén, ahol több, két-három hajós, széles boltozatú, szép templomot találni. Nevezetes a wisbyi templom nyolcszögletű kettős kápolnájával. A gót korszak legnagyobb műve az upsalai székesegyház, amelyet 1287-ben kezdtek építeni észak-francia minták után, 1438-ben szenteltek föl és 1893-ben restauráltak. Említendők még a linköpingi, a strengnäsi és westerasi dómok, a stockholmi Ritterholm-templom, a Brigitták temploma Wadstenában stb. A reneszánsz-ízlés a 16. század közepe táján tűnt fel az első Vasa-királyok építkezései között. A középkori várkastélyokat Stockholmban, Kalmarban, s másutt kibővítik, újraépítik. Nevezetesebb képviselői ez iránynak: a svéd Anders Larsson, Boy Vilmos és Arendt de Roy Flandriából, a Pahr testvérek Mecklenburgból stb. A 16. század végén a holland reneszánsz hatása kezdett megnyilvánulni, amely itt-ott már a barokkba megy át. A korszak legnagyobbszerű alkotása, a Wibyholm-kastély Södermanlandban leégett. Ez irány főleg Schonen tartományban fejlődött ki; tipikus alkotása e téren a Swenstorp-kastély Lund mellett. A későbbi (Palladio-féle) reneszánsz, eleinte holland, majd olasz és francia minták után, a 17. században honosodott meg. Ez a svéd építészet fénykora, amelyben a királyi család és a háborúkban meggazdagodott főnemesség pompás kastélyokat, palotákat építtet. Ez irány kiválóbb képviselői: Jean de la Vallée (1620-96), Nikodemus Tessin (1615-85) és ennek hasonnevü fia, ifjabb Nikodemus Tessin (1654-1728). A lovagház (De la Vallée), a Bonda-palota (u. a.), amely most a városháza, a királyi palota Stockholmban (ifjabb Tessin), a stockholmi Katalin-templom, a kalmari székesegyház stb. A 18. század elején a művészek a stockholmi királyi palota újjáépítésén fáradoznak, melyet a két Tessinen kivül Harleman és Adelcrantz F. készítettek. Majd a francia irány lett az egyedül uralkodó. A 19. században az építés terén eleinte klasszikus irány uralkodott (Nyström), amelyet utóbb eklektikus irány váltott fel, Scholanderrel élén. Különösen a század utolsó negyedében történnek nagy építkezések és restaurációk. Említendők az új egyetem Lundban és Upsalában, a könyvtár, a birodalmi levéltár, a művészeti akadémia, az operaház Stockholmban stb. Legnevezetesebb 19. századi építészek: Scholander, Zetterwall, majd Dahl, Jakobson, Holmgren, Clason, Pettersson, Möller, Lilljekwist, Boberg, Wilkmar stb., valamennyien Scholander tanítványai. A modern kor neves építészei: Gunnar Asplund, Peter Celsing, Ralph Erskine és Gert Wingårdh (1951- ).

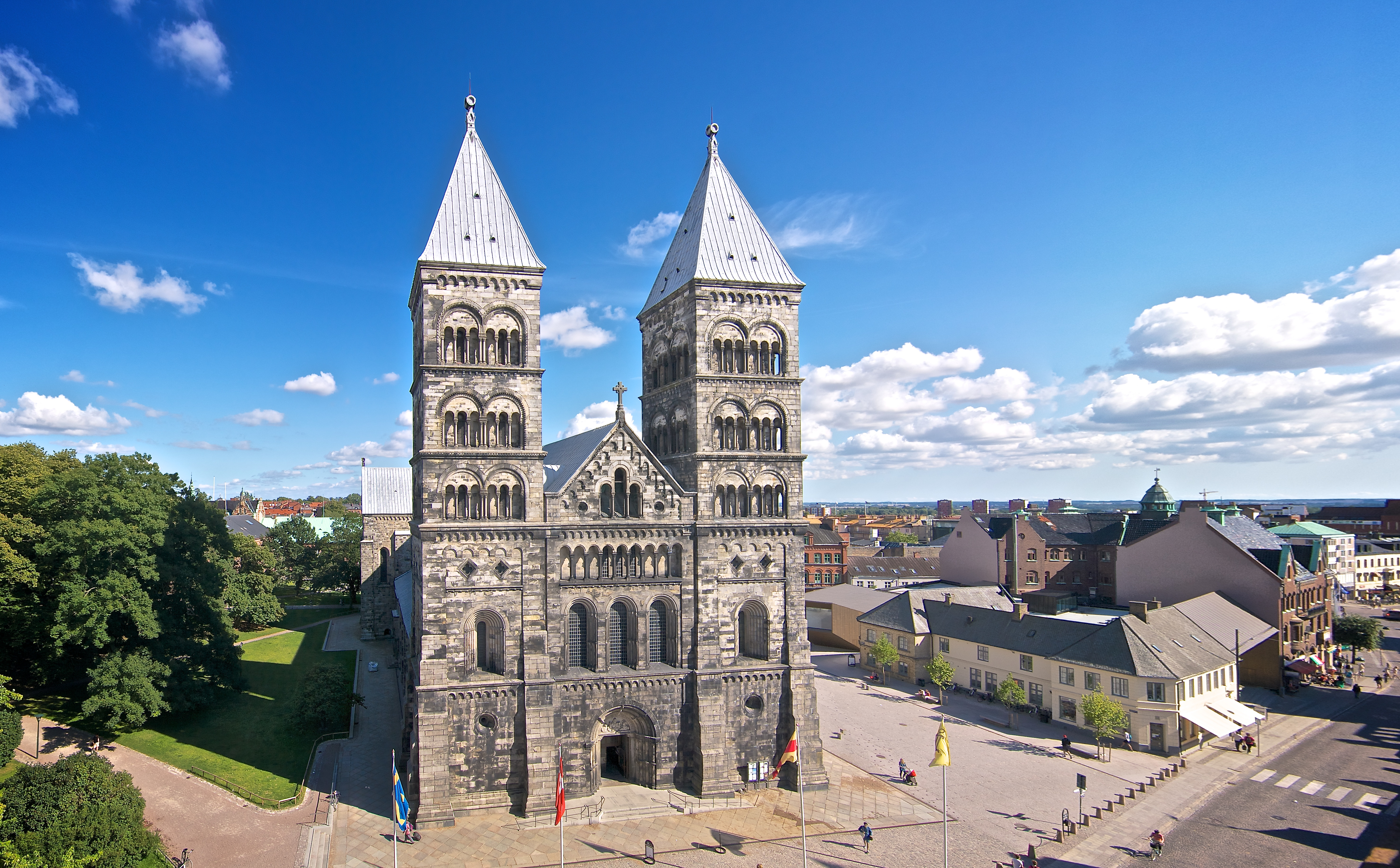
Lund katedrálisa
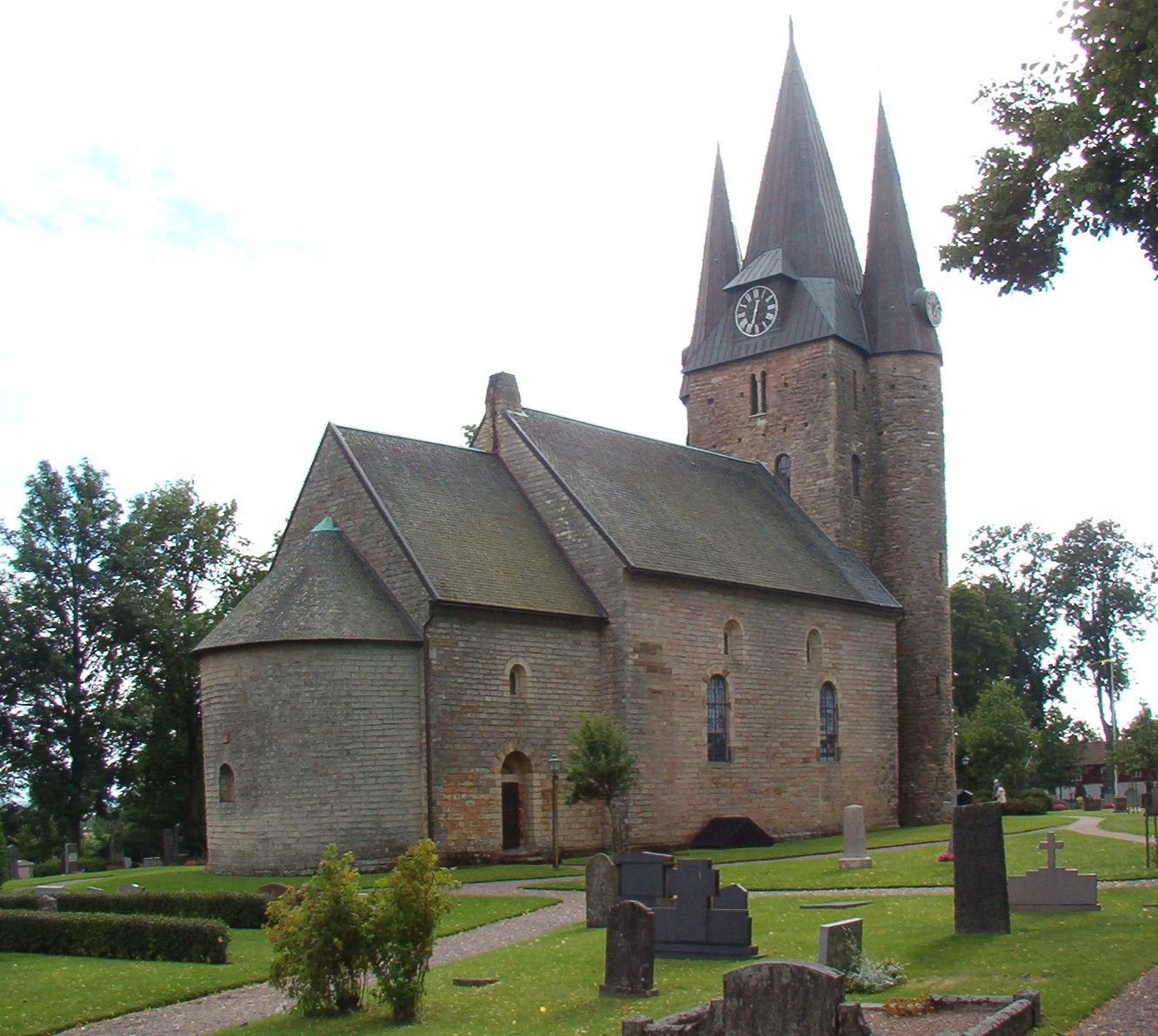
Husaby temploma
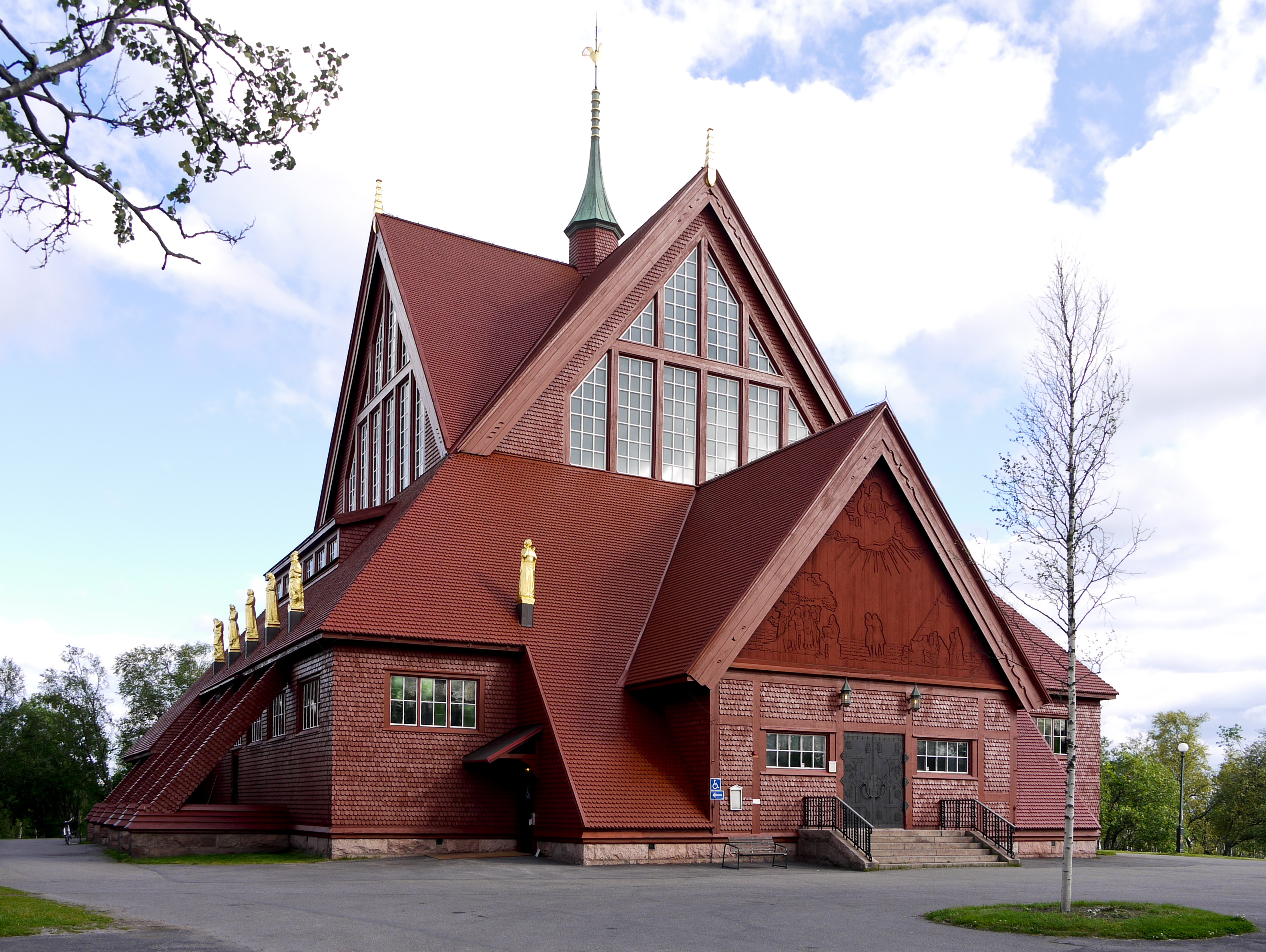
Kiruna temploma
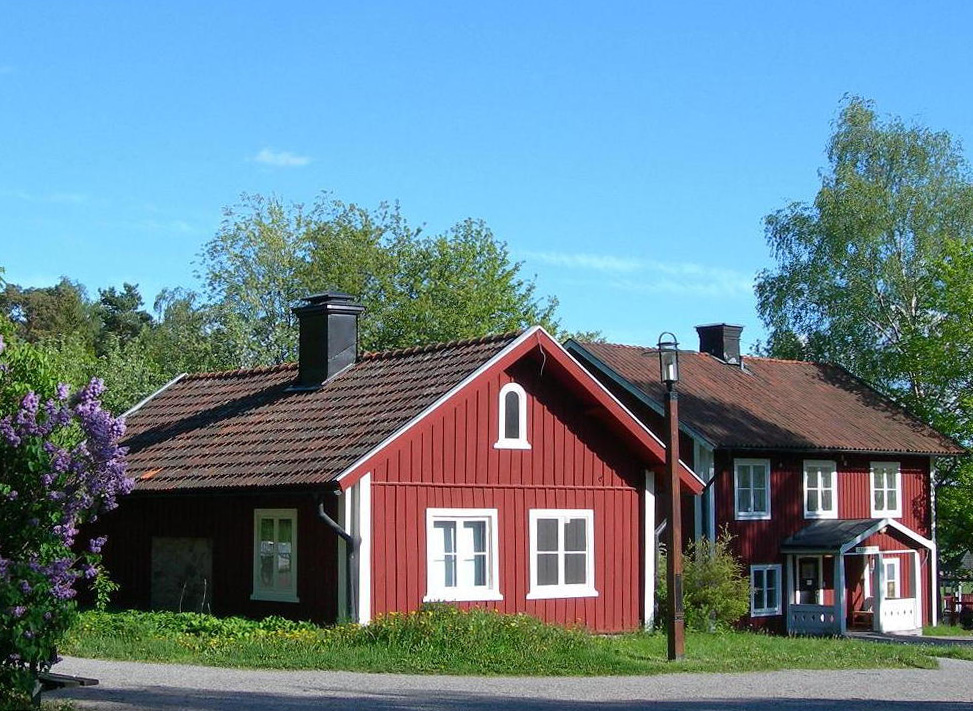
Jellegzetes svéd piros-fehér házak
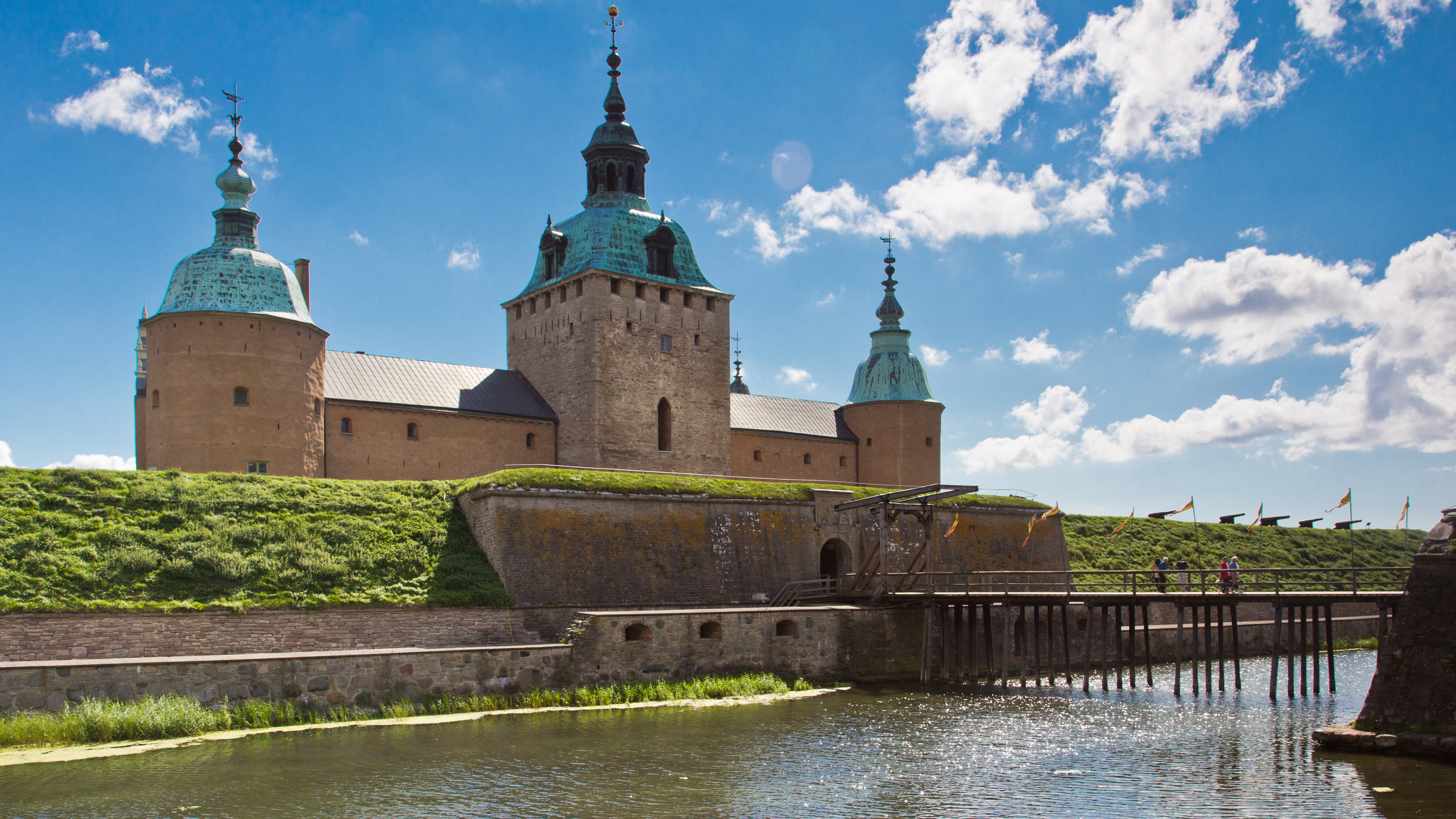
Kalmar várkastélya
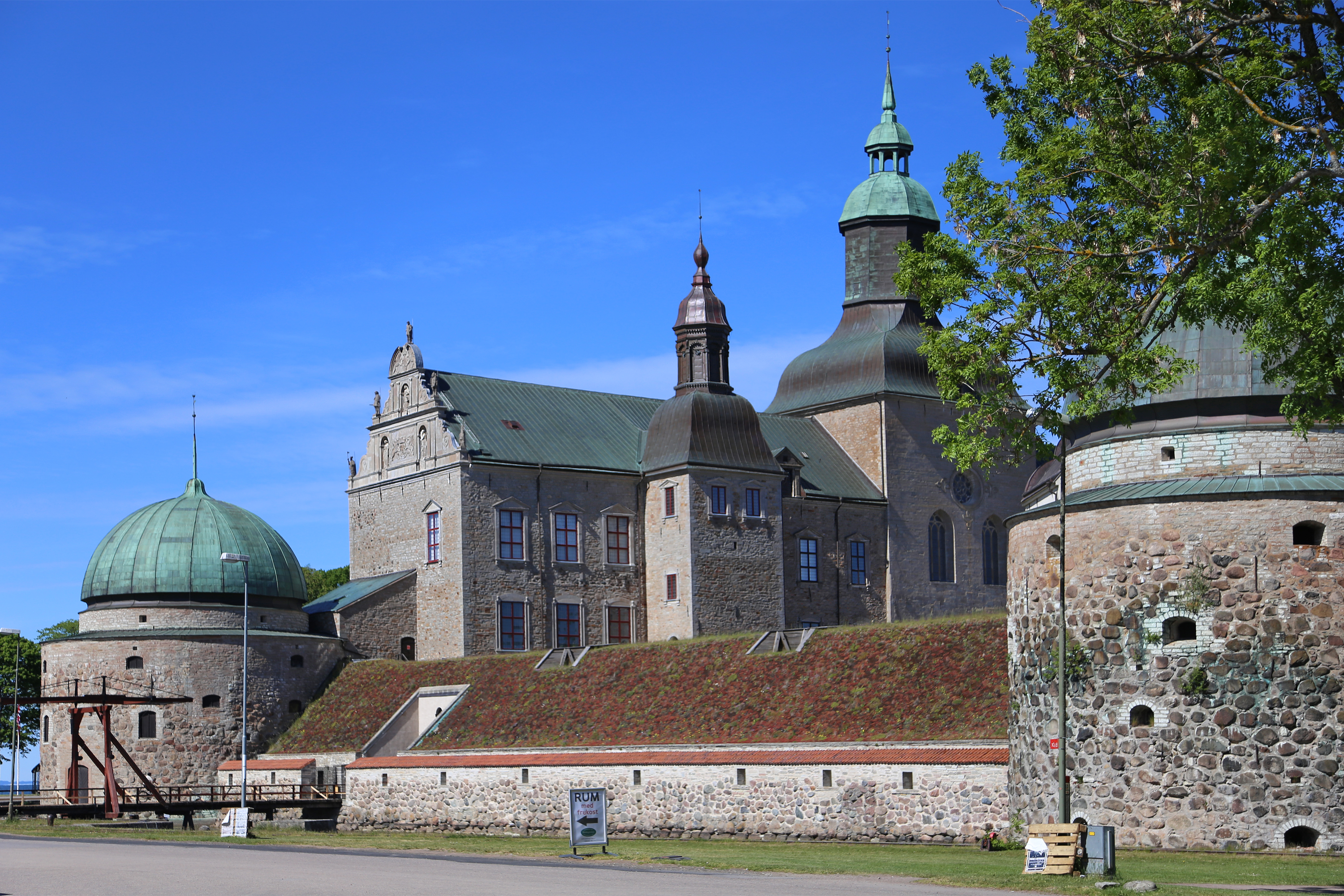
Vadstena kastélya (slott)
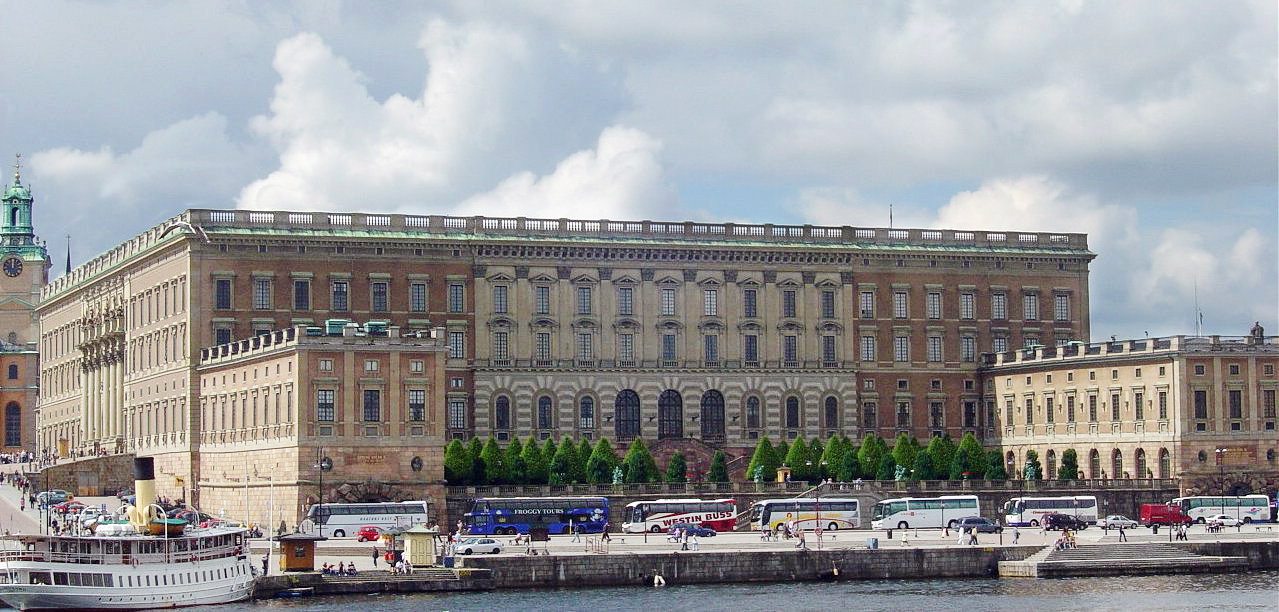
Stockholmi palota
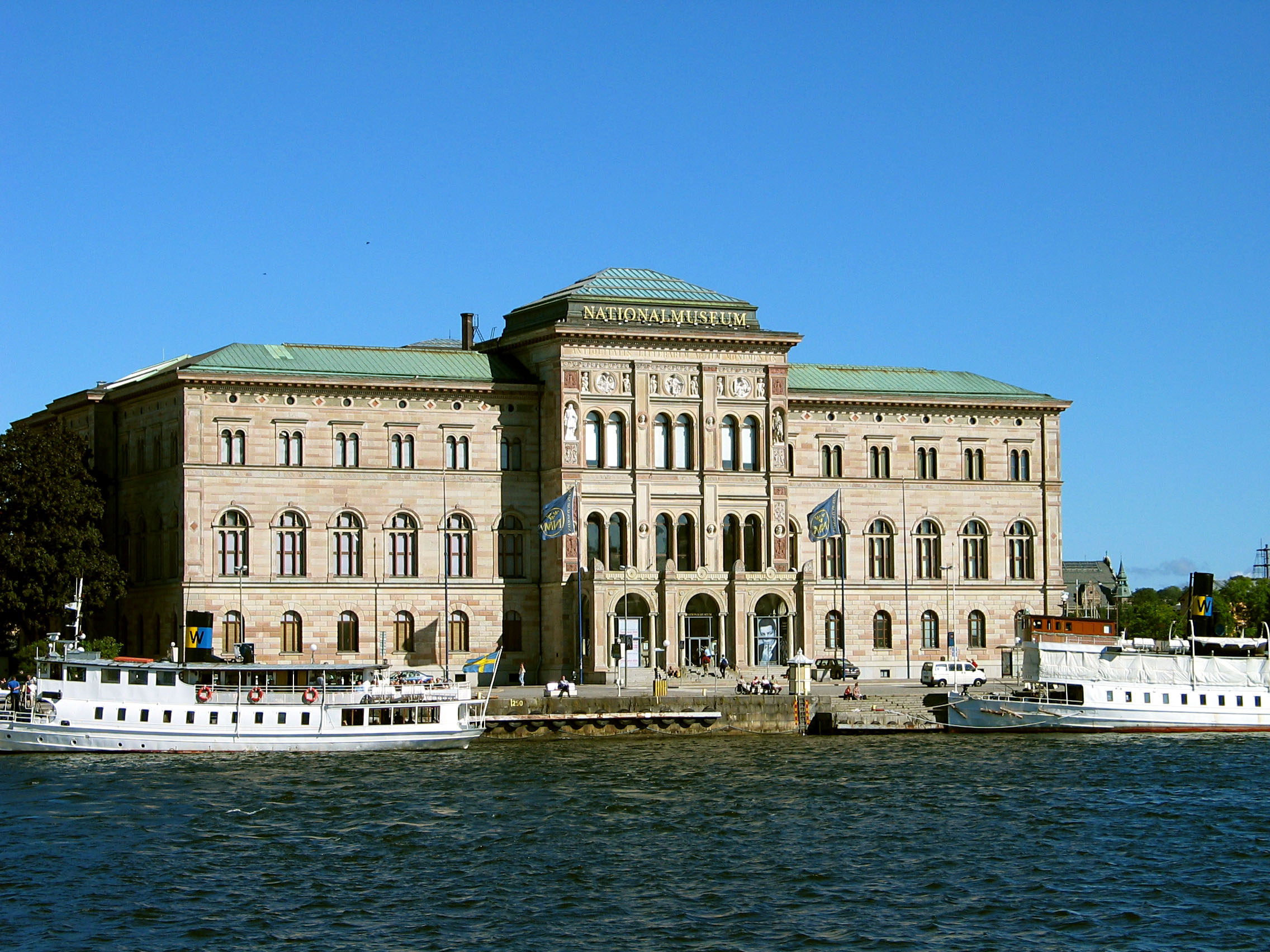
Nemzeti Szépművészeti Múzeum
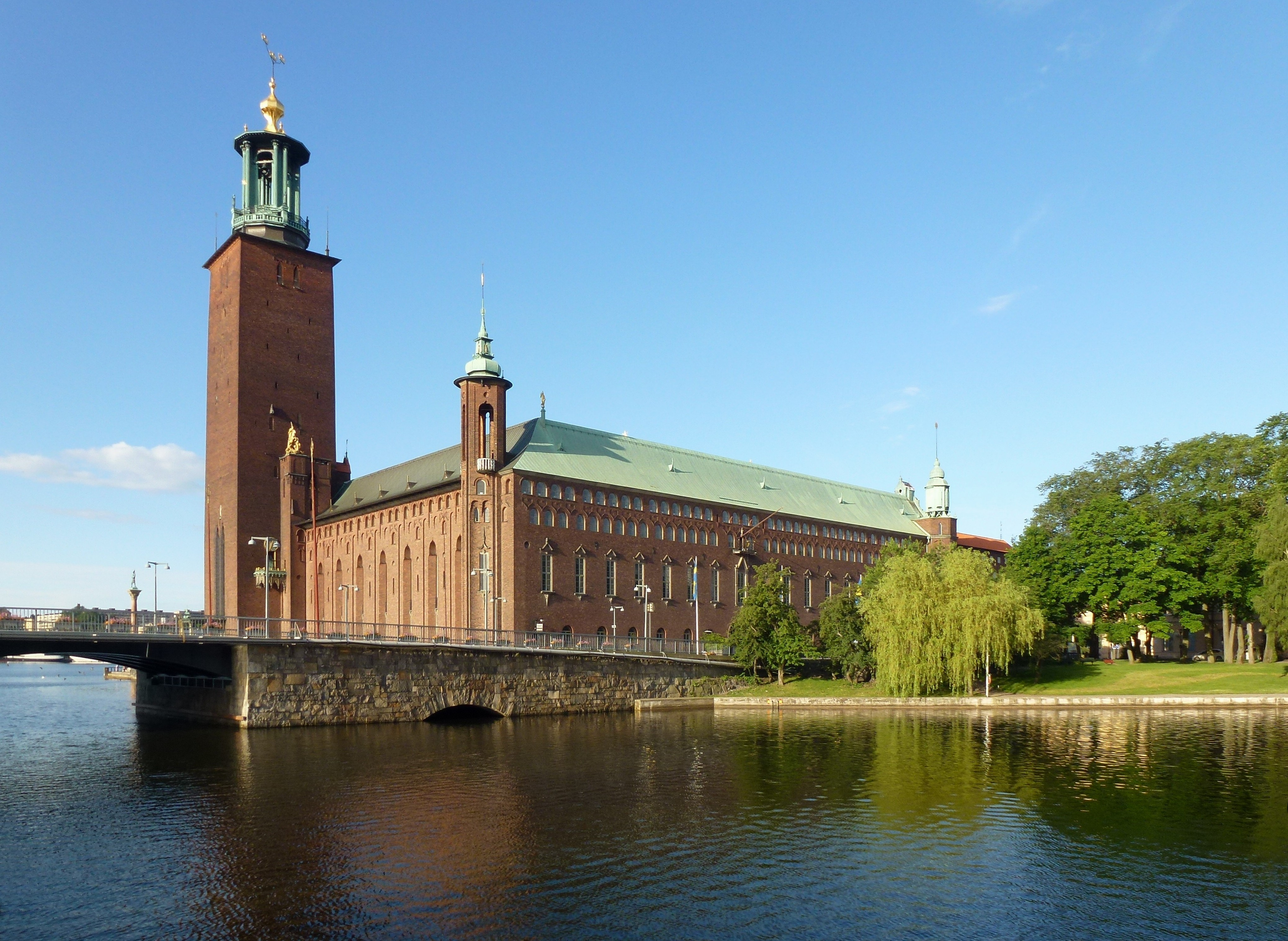
Stockholmi városháza (Stockholms stadshus)
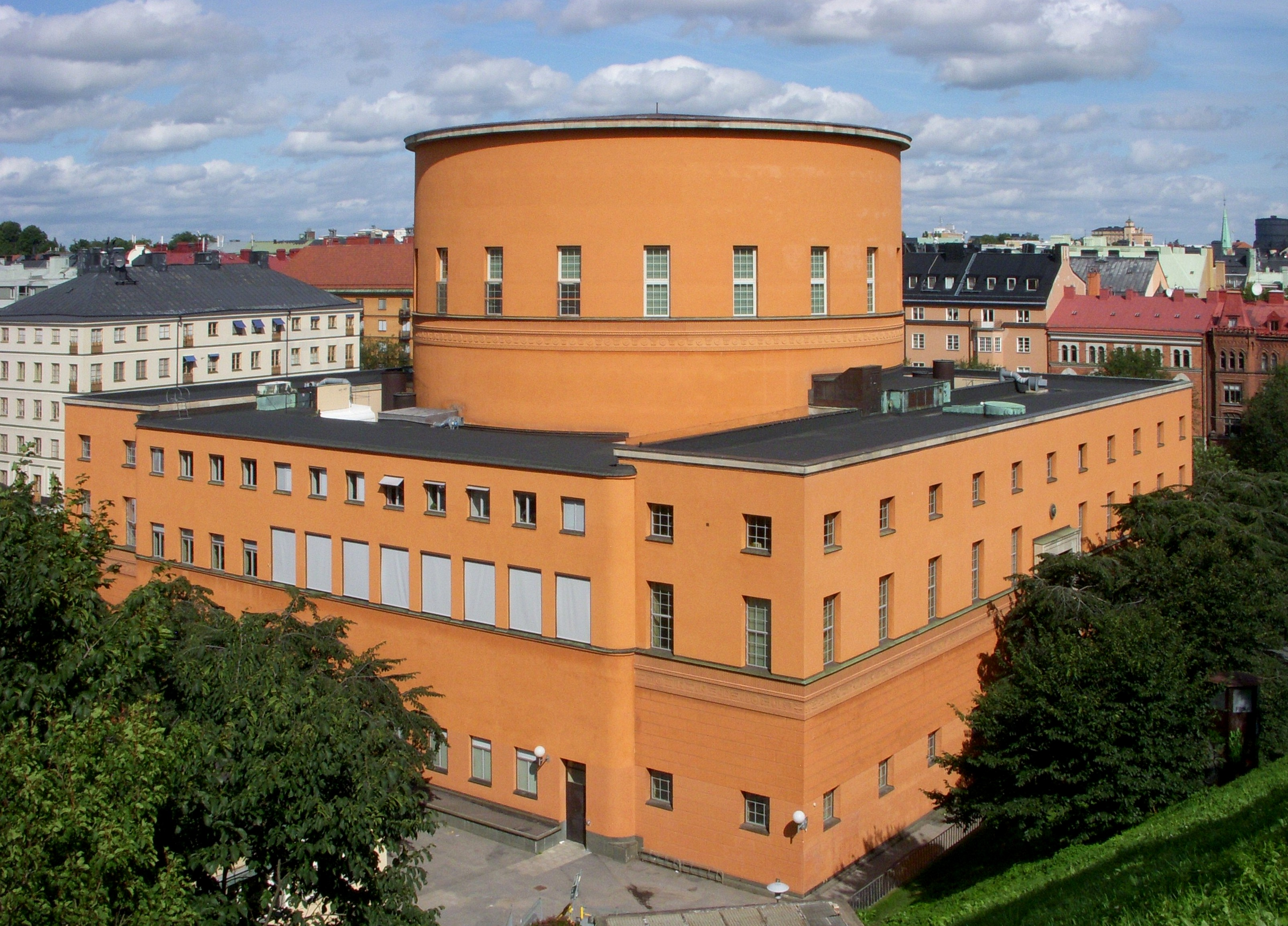
Stockholms stadsbibliotek (Stockholmi Könyvtár)
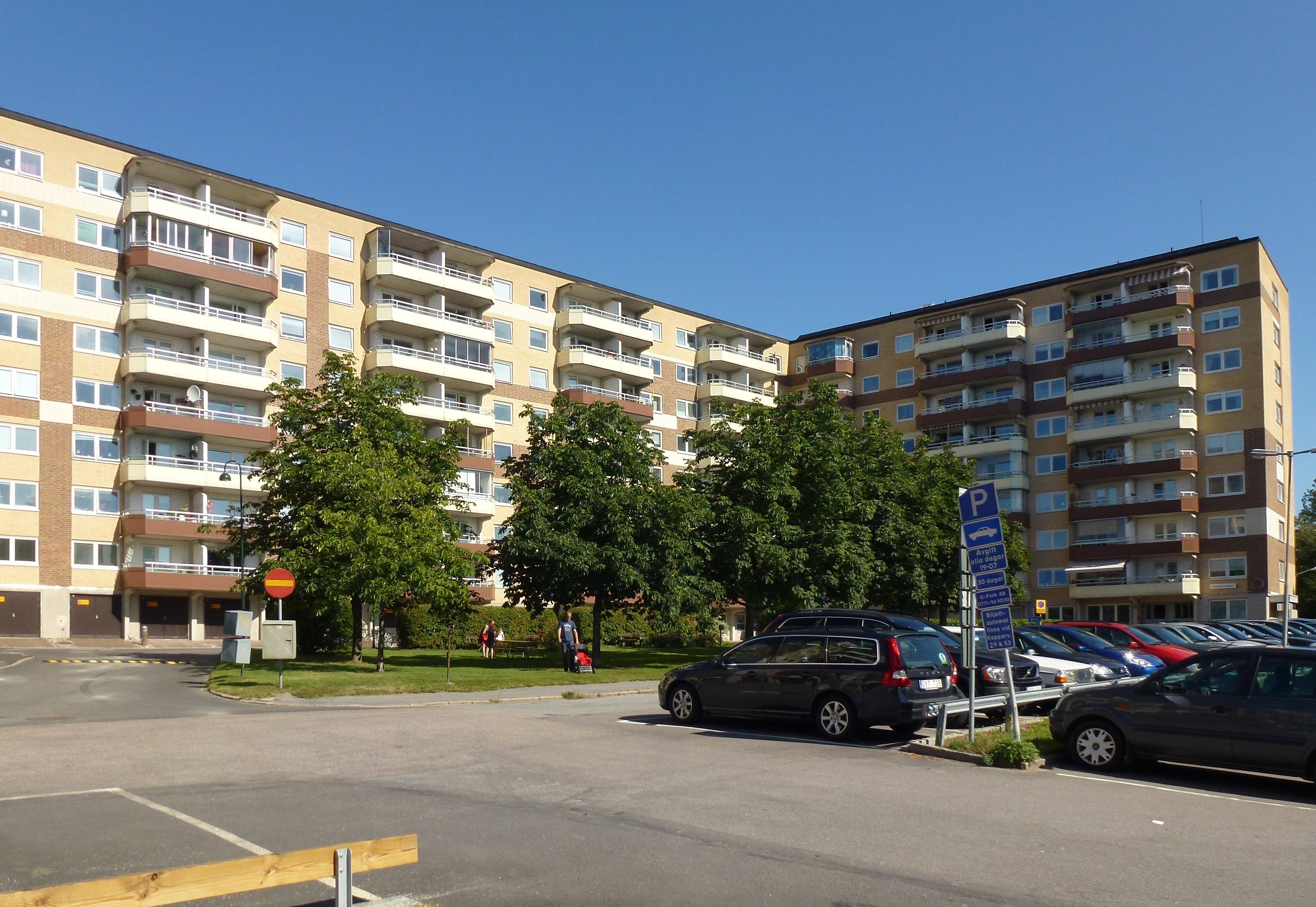
Lakónegyed Kallhäll-ban, Stockholm elővárosában

### Irodalom

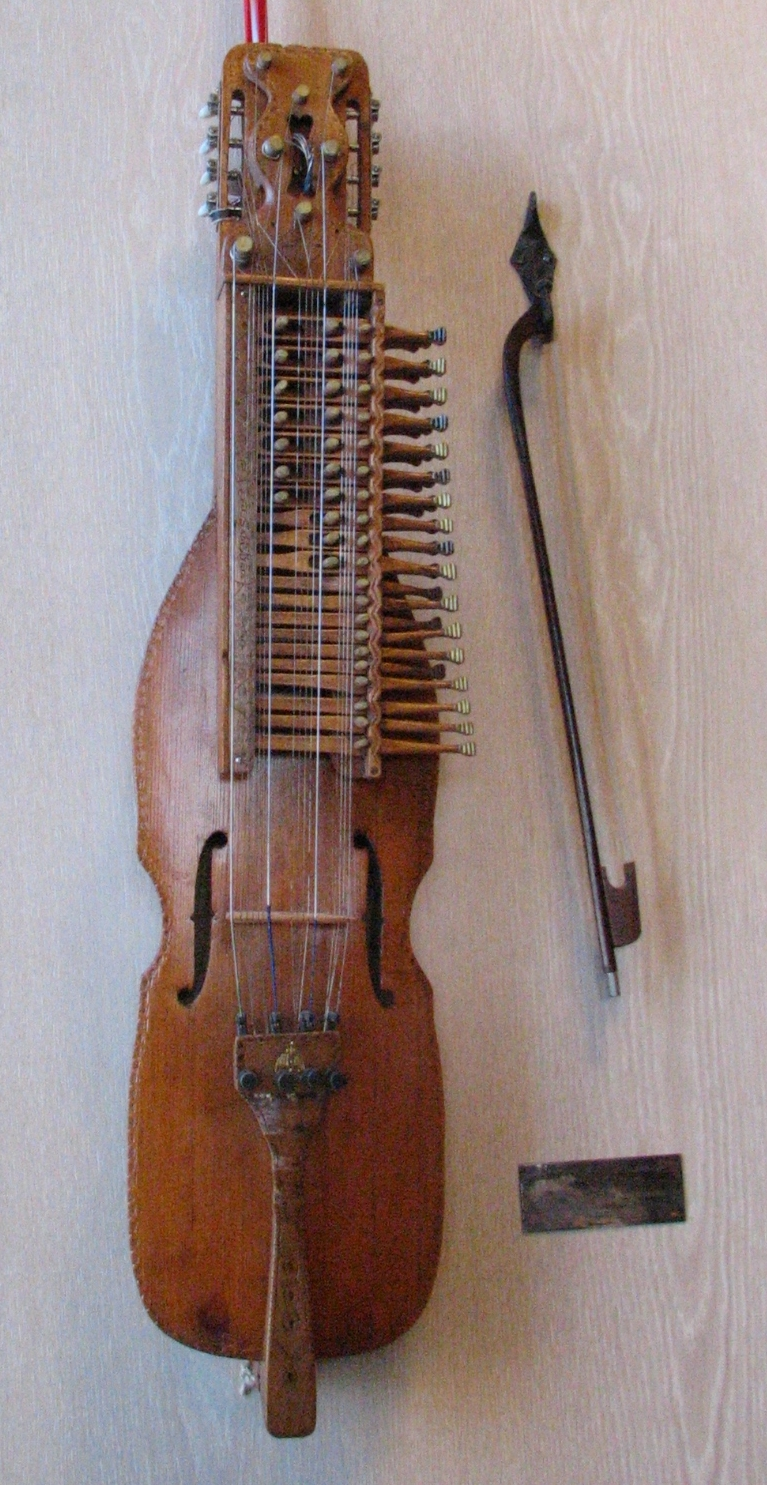
Nyckelharpa (ejtsd: nükkelharpá), a hagyományos zene egy vonós hangszere

### Zene

#### Klasszikus
A svéd klasszikus zene apját gyakran Johan Helmich Roman (1694-1758) nevével azonosítják. Leghíresebb műve a Drottningholmi zene (Drottningholmsmusiken). Egy másik befolyásos zeneszerző Carl Michael Bellman, akinek mecénása III. Gusztav svéd király volt. Bellman dalai gyakran az ivásról, a prostitúcióról és a mindennapi szerelmi bajokról szólnak.
A korai romantikus korszakban Franz Berwald (1796-1868) volt a legjelentősebb a svéd zeneszerzők közül. Zenéjét életében szinte figyelmen kívül hagyták, halála után már megkapta az elismerést. 
Wilhelm Stenhammar (1871-1927) volt az egyik későbbi, nemzeti romantikus zeneszerző.
Egy másik nemzeti romantikus zeneszerző, aki karmester és hegedűművész is volt, Hugo Alfvén (1872-1960).
Az 1900-as évek elején a fontosabb zeneszerzők: Hilding Rosenberg, Kurt Atterberg, Ture Rangström. A legismertebb operaénekesek a 19. századi szoprán Jenny Lind és a 20. századi tenor Jussi Björling volt. Szintén szopránénekesek voltak: Christina Nilsson, Birgit Nilsson, és tenor: Nicolai Gedda, de a bariton Håkan Hagegård (1945-) és a kortárs mezzoszoprán Anne Sofie von Otter (1955-) is ismertek az opera világában.
Svédországnak szintén kiemelkedő kóruszenei hagyományai vannak.

#### Könnyűzene
Svédország sok popzenei előadó és együttes szülőhelye. Például: Loreen, Eric Saade, Molly Sandén, Danny Saucedo, Darin Zanyar, ABBA, Avicii, Roxette, Ace of Base, Rednex, Dr. Alban, Icona Pop, Axwell, Sebastian Ingrosso, Steve Angello.

Basshunter (Jonas Erik Altberg) svéd énekes és DJ, egyaránt előad anyanyelvén és angolul is. Híresek klipjei, melyben a női főszerepet a norvég-iráni gyökerekkel rendelkező pornószínésznő és modell Aylar Lie játssza.
Göteborg a "melodikus death metal" egyik központja, göteborgi metalnak is nevezik. Sok együttes innen származik, mint a In Flames, Dark Tranquillity, At the Gates, The Haunted, valamint a stockholmi Amon Amarth és Opeth is nagy sikert ért el, Európában és az Egyesült Államokban is. A Sabaton szintén ismert és népszerű.

#### Eurovíziós Dalfesztivál
2011-ben az Eurovíziós Dalfesztiválon Eric Saade képviselte Svédországot, ahol a harmadik helyet szerezte meg "Popular" című dalával. A 2012-es Eurovíziós Dalfesztivált a marokkói származású Loreen nyerte meg "Euphoria" című szerzeményével, így Svédország rendezhette meg a versenyt 2013-ban. 2014-ben a Eurovíziós Dalfesztiválon Sanna Nielsen képviselte Svédországot az Undo című számával, de megnyernie nem sikerült a versenyt, viszont harmadik helyezést ért el. 2015-ben a Eurovíziós Dalfesztiválon Måns Zelmerlöw képviselte a svédeket és meg is szerezték a győzelmet a Heroes című számával, ezért hatodjára rendezhette Svédország az Eurovíziós Dalversenyt 2016-ban.

### Film

A hetedik pecsét c. film egy jelenete

Ingmar Bergman, Victor Sjöström és Gunnar Hellström három olyan név a svéd filmrendezők közül, akik nemzetközi sikert értek el.
A nemzetközileg ismert svéd színésznők és színészek között szerepelnek: Maud Adams, Malin Åkerman, Bibi Andersson, Ingrid Bergman, Britt Ekland, Greta Garbo, Signe Hasso, Felix Kjellberg, Dolph Lundgren, Helena Mattsson, Michael Nyqvist, Lena Olin, Ann-Margret Olsson, Mikael Persbrandt, Noomi Rapace, Stellan Skarsgård és fiai, Alexander, Gustaf és Bill, Peter Stormare, Ingrid Thulin, Alicia Vikander, Max von Sydow.

### Színház

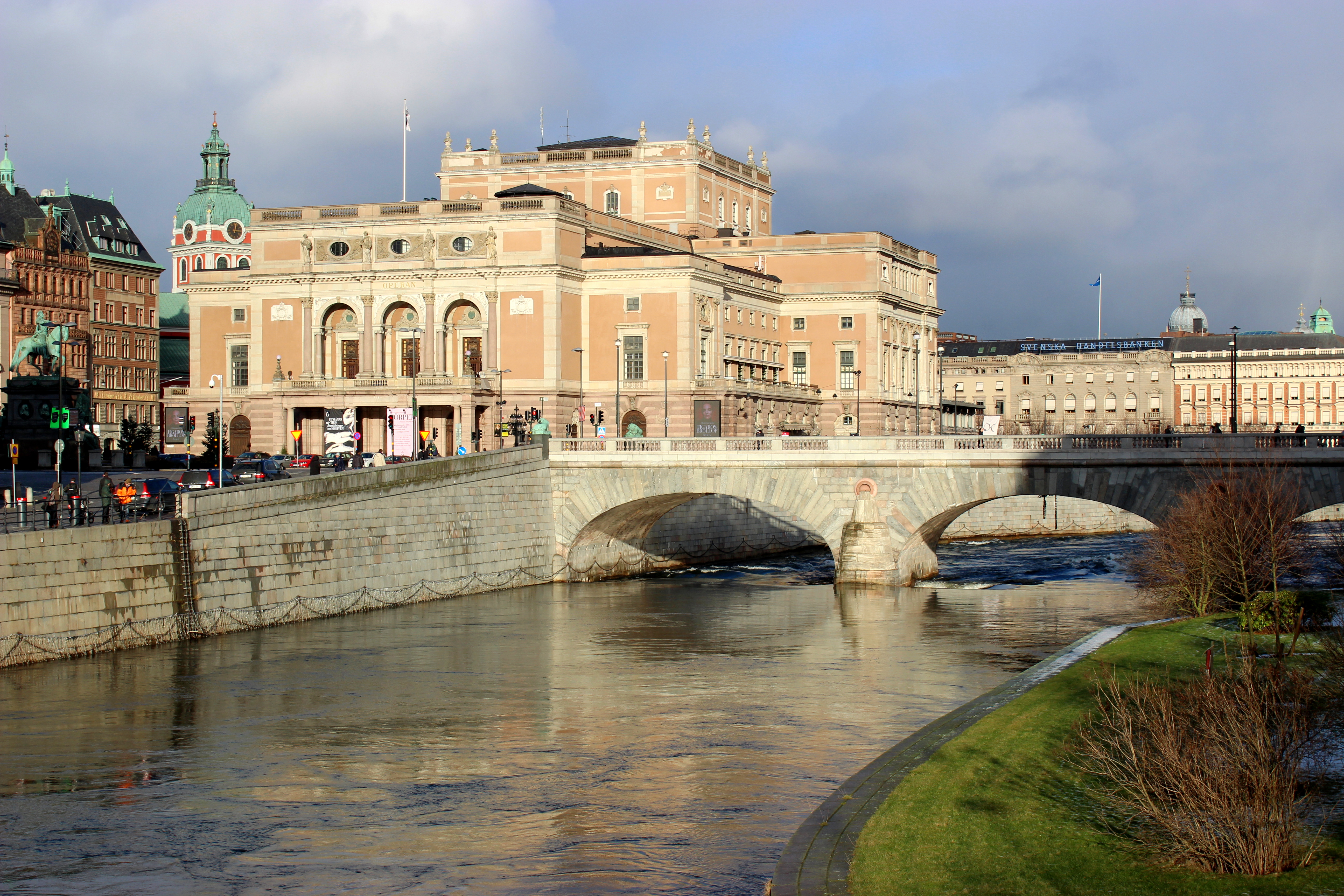
Királyi Operaház (Kungliga Operan), Stockholm

Svédországban számos operaház és színház van, amelyek többsége Stockholmban található, mint például a Királyi Operaház, a Drottningholmi Palota Színház, a Királyi Drámaszínház, a Kínai Színház, a Regina Színház és a Zsidó Színház. Egyéb helyszínek: 
- Malmö (Malmö Zenei Színház) (svéd: Malmö opera och musikteater) - zene- és operaház,
- Umeå (NorrlandsOperan),
- Kristianstad (Kristianstad Színház),
- Karlstad (Wermland Opera)
- Göteborg (GöteborgsOperan).

## Hagyományok
- szauna

## Svéd világmárkák

### Divat
Az elmúlt években Svédország egyre inkább bekapcsolódott a divatiparba és olyan híres márkák székhelye, mint a Hennes & Mauritz (H&M), J. Lindeberg (JL), Tiger of Sweden, Acne Jeans és Filippa K.
Új, kisebb márkák az Odd Molly, WESC, Hope, Nakkna, Velour, Fifth Avenue Shoe Repair, Cheap Monday, Nudie Jeans.

### Egyéb
A bútorok világában nemzetközi sikert ért el az IKEA, illetve az autógyártásban a Volvo és a Saab. A kézműves üveggyártásban a Kingdom of Crystal szintén nemzetközileg elismert.

## Társadalom
A svédek a személyes teret és a magánéletet helyezik előtérbe, kerülik a mások magánéletébe való beavatkozást. Visszafogottan viselkednek, és nagyra értékelik a természetet és a szabadtéri tevékenységeket. A szabadtéri tevékenységek, mint a túrázás, a kerékpározás és a síelés népszerűek, ami a környezettel való mély kapcsolatot tükrözi. 
Beszéd közben a svédek nyugodtan beszélnek.
Ritkán látunk egy svédet nyilvánosan haragot vagy erős érzelmeket kifejezni.
Negatívan ítélik meg, ha valaki nem mond megköszönést valami szívességért.
Svédországban elítélik a túlzást, a hivalkodást és a dicsekvést.

## Gasztronómia
Az ország nagy észak – déli kiterjedése miatt regionális különbségek vannak Észak és Dél-Svédország konyhája között. A távoli északon történelmileg olyan húsokat, mint a rénszarvas és más (félig) vadételeket fogyasztottak, amelyek közül néhány a szamí kultúrában gyökerezik, míg a friss zöldségek inkább délen játszottak nagyobb szerepet. A svédek hagyományosan nagyon nyitottak voltak a külföldi befolyásokra, kezdve a francia konyhától a 17. és 18. században, a mai szusi és caffé latte-ig.

## Fordítás
- Ez a szócikk részben vagy egészben  a   Culture of Sweden című angol Wikipédia-szócikk fordításán alapul.  Az eredeti cikk szerkesztőit annak laptörténete sorolja fel. Ez a jelzés csupán a megfogalmazás eredetét és a szerzői jogokat jelzi, nem szolgál a cikkben szereplő információk forrásmegjelöléseként.
- Ez a szócikk részben vagy egészben  a   Schweden#Kultur című német Wikipédia-szócikk fordításán alapul.  Az eredeti cikk szerkesztőit annak laptörténete sorolja fel. Ez a jelzés csupán a megfogalmazás eredetét és a szerzői jogokat jelzi, nem szolgál a cikkben szereplő információk forrásmegjelöléseként.